# Prestonville, Kentucky
Prestonville är en ort i Carroll County i delstaten Kentucky, USA.